# Radnički NK Split
El Radnički Nogometni Klub Split o RNK Split és un club de futbol croat de la ciutat d'Split.

## Història
El club va ser fundat el 16 d'abril de 1912 amb el nom HRŠD Anarch, per seguidors anarquistes, però també ha estat conegut amb noms com JNSK Jug, Borac, HAŠK Split, Dalmatinac i Arsenal. El 1933 adoptà l'actual nom.
Inicialment el HRŠD Anarch vestia de negre, el color de l'anarquisme. El 1933 adoptà al color vermell sota influències del moviment obrer, esdevenint Radnički nogometni klub Split (Treballadors Futbol Club Split).
Debutà a la primera divisió croata la temporada 2010-11 i la temporada 2014-15 fou finalista a la copa del país.

## Palmarès
- Segona divisió iugoslava de futbol: 
  - 1956-57, 1959-60
- Tercera divisió iugoslava de futbol: 
  - 1983-84

- Segona divisió croata de futbol: 
  - 1996-97, 1997-98, 2009-10
- Tercera divisió croata de futbol: 
  - 2008-09